# A repel
À rebours (traduïda al català amb el títol A repèl) és una novel·la de l'escriptor francès Joris-Karl Huysmans publicada l'any 1884. Tracta molts temes característics del simbolisme, representa la ruptura amb el naturalisme i és considerat el màxim exponent del decadentisme.
La novel·la no té una gran trama i la narració se centra principalment en el protagonista i en els seus gustos. Des Esseintes és un excèntric, reclòs esteta i antiheroi que odia la burgesia i l'utilitarisme del Segle XIX i pretén aïllar-se a un món artístic creat per ell mateix.
És també el llibre que Lord Henry Wotton dona a Dorian Gray i que instiga la seva corrupció a la novel·la d'Oscar Wilde El retrat de Dorian Gray.

## Argument
Jean Floressas des Esseintes és un jove francès de família aristòcrata titular del Château de Lourps. Orfe des de l'adolescència, les relacions amb altres éssers humans no li ofereixen sinó desil·lusió. El seu pare sempre és absent, i la seva mare viu reclosa a causa del seu tarannà depressiu. Una vegada acabats els estudis amb els jesuïtes i començada l'experiència a l'alta societat parisenca, descobreix que el món i les persones l'avorreixen terriblement. Els seus familiars són nostàlgics reaccionaris i els companys d'estudis li resulten vulgars i previsibles. Per sorpresa seva, els ambients intel·lectuals són un cúmul de mesquineses i estretor de mires. La vida familiar no li duu cap bon record i també acaba cansant-se de freqüentar els prostíbuls. Tot plegat el porta a odiar el món modern, que està ple de "brivalls i estúpids".
Pres de la misantropia i a la recerca d'una vida més intensa, es ven el castell familiar i es reclou en una mansió a Fontenay-aux-Roses, que decorarà d'acord amb les seves preferències estètiques decadentistes. En aquesta casa explora tota mena d'art: Gustave Moreau (sobretot les seves pintures Salomé i L'Aparició), Baudelaire, quadres, perfums, ... fins que un fet inesperat l'obliga a abandonar-la i deixar enrere el seu món de somnis.
Des Esseintes és un dandi i esteta rebel caracteritzat pel seu cinisme ètic i la seva perversitat moral. Troba plaer en la perversitat estètica com a forma d'invertir les normes i els valors convencionals que imperen en la societat. Es rebel·la contra el conformisme moral i els prejudicis socials. Des Esseintes creu que els valors de llibertat i progrés de la societat són hipòcrites, perquè encobreixen l'explotació del proïsme i fomenten la insatisfacció espiritual i el dolor de la vida. El pessimisme del personatge, reflex de l'obra de Schopenhauer, s'enllaça amb la maldat i el cinisme com a formes estètiques de rebel·lia individual enfront del món social. El personatge de Des Esseintes està basat, en part, en Robert de Montesquiou.

## Traduccions al català
- A repèl, Edhasa, 1989. Traducció de Miquel Martí i Pol.[1]